# Bernhard Weiß (Jurist)

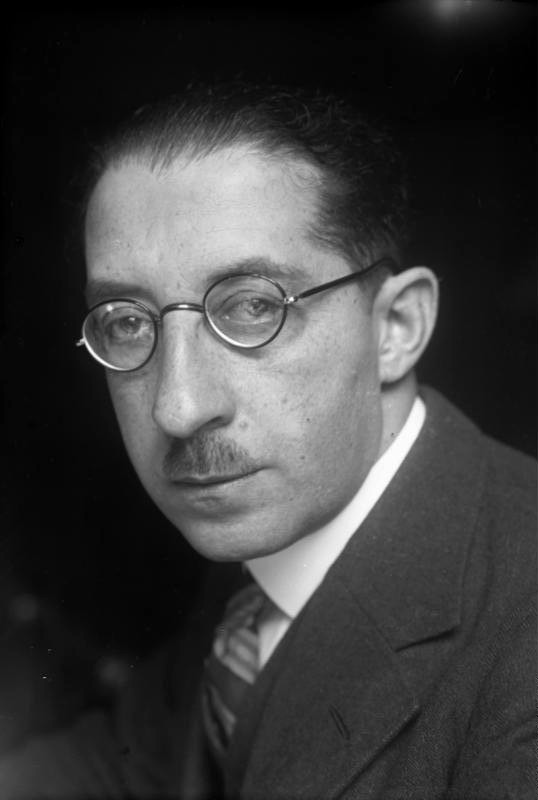
Bernhard Weiß (1930)

Bernhard Weiß (geb. 30. Juli 1880 in Berlin; gest. 29. Juli 1951 in London) war ein deutscher Jurist und Kriminalpolizist. Zur Zeit der Weimarer Republik war er in Berlin Leiter der Politischen Polizei, Chef der Kriminalpolizei und von 1927 bis 1932 Polizeivizepräsident.

## Jugend, Studium und Militärdienst
Bernhard Weiß war ein Sohn des Getreidegroßhändlers Max Weiß aus Oranienburg und seiner Frau Emma, geb. Strelitz, die aus Breslau kam. Er hatte drei ältere Schwestern und zwei jüngere Brüder. Die Eltern entstammten liberalen jüdischen Familien. Der Vater war Vorsitzender der Synagogenvorstands Fasanenstraße in Charlottenburg und im Beirat der Hochschule für die Wissenschaft des Judentums. Bernhard Weiß besuchte zunächst das Französische Gymnasium Berlin, wechselte aber mit 13 Jahren aufgrund gesundheitlicher Probleme und schulischer Schwierigkeiten nach dem Tod der Mutter auf das Fridericianum in der thüringischen Kleinstadt Rudolstadt, wo er 1900 das Abitur ablegte.
Anschließend studierte er Rechtswissenschaften in Freiburg im Breisgau, Berlin und München. Noch während des ersten Semesters wurde er im Sommer 1900 von der Universität Freiburg ausgeschlossen, nach einer tätlichen Auseinandersetzung mit einem Burschenschafter, der ihn judenfeindlich beleidigt hatte. Während der Berliner Studienzeit trat er der Freien Wissenschaftlichen Vereinigung bei. Er schloss 1903 in Berlin das erste juristische Staatsexamen ab und wurde preußischer Gerichtsreferendar. An der Universität Würzburg wurde er 1904 zum Dr. jur. et Dr. rer. pol. promoviert. Thema seiner staatsrechtlichen Dissertation war die Geschäftsordnungsautonomie des Reichstags. Wegen der antisemitischen Vorbehalte im preußischen Militär trat er 1904 als Einjährig-Freiwilliger ins 1. Chevaulegers-Regiment „Kaiser Nikolaus von Rußland“ der bayerischen Armee ein, erhielt dort 1906 das Reserveoffizierpatent und wurde 1908 Leutnant der Reserve. Bayern war damals der einzige Gliedstaat des deutschen Reichs, wo Juden den Offiziersrang erreichen konnten.
Nach dem Referendariat bestand er das zweite („große“) Staatsexamen und wurde 1909 zum Gerichtsassessor ernannt. Noch in der Zeit des Kaiserreichs betätigte sich Weiß im Verein zur Abwehr des Antisemitismus und in der 1908 gegründeten Vereinigung für das Liberale Judentum in Deutschland. Als deutscher Patriot lehnte er die Idee einer Auswanderung nach Palästina und der Schaffung eines Judenstaats entschieden ab und engagierte sich im „Antizionistischen Komitee“. Im Ersten Weltkrieg wurde er als bayerischer Offizier reaktiviert, zunächst in einer Sanitätskompanie. Nach seiner Versetzung zum Reserve-Infanterie-Regiment Nr. 14 stieg er 1917 zum Rittmeister auf und erhielt im selben Jahr das Eiserne Kreuz 1. Klasse.

## Karriere in der Berliner Polizei
Im Sommer 1918 wurde er auf Wunsch des preußischen Innenministers Bill Drews vom bayerischen Militär freigestellt und als stellvertretender Leiter der Kriminalpolizei in Berlin in den Polizeidienst aufgenommen. Dort fand er sich „als erster Jude in [der] bis dahin judenreine[n] preußische[n] Verwaltung“. Er behielt seine Position auch nach der Novemberrevolution und der Gründung der Weimarer Republik unter dem sozialdemokratischen Polizeipräsidenten Eugen Ernst. Dessen Nachfolger Wilhelm Richter, ebenfalls Sozialdemokrat, beauftragte Weiß 1920 – nach dem gescheiterten Kapp-Putsch – mit dem Aufbau der „Politischen Polizei“ zur Bekämpfung links- und rechtsextremer Gegner der demokratischen Republik. Gleichzeitig wurde er zum Oberregierungsrat befördert. Er leitete 1922 die Ermittlungen nach dem Mord an Reichsaußenminister Walther Rathenau. Unter damals ungewöhnlicher Einbeziehung der Presse konnte mehr als ein Dutzend an der Mordverschwörung Beteiligter dingfest gemacht werden. Wie Rathenau gehörte Weiß der liberalen DDP an.
Weiß heiratete 1920 die 21 Jahre jüngere Lotte Edith Buss, das Paar bekam im Jahr darauf eine Tochter. Durch seine kunstliebende Gattin wurde er mit den führenden Künstlern der Weimarer Republik bekannt. Der Operntenor Richard Tauber und der Dirigent Bruno Walter waren Freunde des Hauses, sodass Weiß zu einer festen Größe auch im Berliner Kulturbetrieb wurde. Wie schon sein Vater war Bernhard Weiß aktives Mitglied im Central-Verein deutscher Staatsbürger jüdischen Glaubens und schrieb in den 1920er-Jahren Beiträge für die CV-Zeitung. Als Nachfolger seines verstorbenen Vaters wurde er 1926 ins Kuratorium der Hochschule für die Wissenschaft des Judentums gewählt.

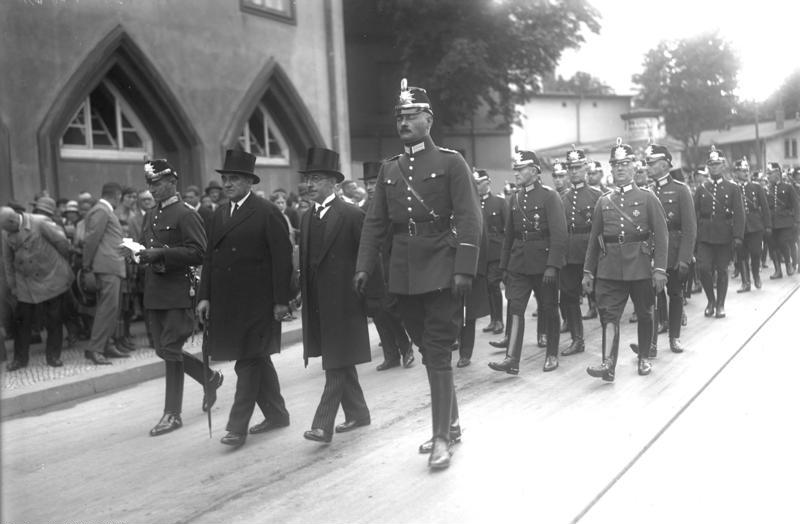
Bernhard Weiß (2. v. rechts, mit Zylinder) zwischen dem Polizeipräsidenten Albert Grzesinski und dem Leiter der Schutzpolizei Magnus Heimannsberg beim Trauerzug für die beiden von Erich Mielke und Erich Ziemer ermordeten Polizisten, Berlin, August 1931

Weiß wurde 1925 Chef der Kriminalpolizei und stieg 1927 unter Karl Zörgiebel zum Polizeivizepräsidenten in Berlin auf. Er hatte eine Kämpfernatur und griff gemeinsam mit Zörgiebels Nachfolger Albert Grzesinski (1930–1932) als einer der wenigen republikanisch gesinnten höheren Polizeibeamten systematisch gegen Rechtsbrüche durch. Er wurde Opfer regelmäßiger Diffamierungskampagnen der aufkommenden NSDAP unter dem Berliner Gauleiter Joseph Goebbels, der Weiß wegen seiner jüdischen Herkunft stets als „Isidor Weiß“ bezeichnete und den Schmähbegriff „ViPoPrä“ (für Vizepolizeipräsident) gegen ihn einführte. Besonders in Goebbels’ Hetzpostille Der Angriff war Weiß ständig Gegenstand antisemitischer Diffamierungen in Texten und Karikaturen. In Weiß hatte Goebbels einen Feind gefunden, der seiner nationalsozialistischen Ideologie entsprach: ein Bürger jüdischer Herkunft und Repräsentant der Republik, im NSDAP-Jargon „Vertreter des Systems“. Weiß schlug zurück und überzog Goebbels mit mehr als 60 erfolgreich verlaufenen Prozessen.
1930 verfassten Weiß, Hans Schoch als leitender Beamter der Abteilung IA (Politische Polizei) im Berliner Polizeipräsidium, und Johannes Stumm, der Außendienstleiter der Politischen Polizei, ein Gutachten zur Verfassungstreue der NSDAP und ihrer führenden Persönlichkeiten. Robert Kempner unterstützte sie dabei. Die vier kam zu dem Ergebnis, dass die NSDAP eine staatsfeindliche Verbindung sei und dass Hitler, Goebbels und andere wegen des Verdachts schwerer Straftaten sowie der Förderung und Zugehörigkeit zu einer staatsfeindlichen Verbindung verfolgt werden müssten. Am 28. August 1930 übermittelte Weiß die Denkschrift dem Leipziger Oberreichsanwalt Karl August Werner, um ihn zu einer Anklageerhebung zu veranlassen. Doch dazu kam es nicht. Das Verbotsverfahren unterblieb vor allem, weil die Regierung meinte, man müsse die NSDAP als einen politischen Gegner bekämpfen, statt juristisch gegen sie vorzugehen.
Große öffentliche Aufmerksamkeit erregte ein von Weiß persönlich geleiteter Polizeieinsatz im Plenarsaal des Reichstages am 12. Mai 1932. Anlass war, dass am Vormittag desselben Tages mehrere NSDAP-Abgeordnete den Journalisten Helmuth Klotz zusammengeschlagen hatten, als dieser mit dem SPD-Vorsitzenden Otto Wels im Restaurant des Reichstages saß. In der Plenarsitzung gab Reichstagspräsident Paul Löbe daraufhin bekannt, dass er der Polizei die Befugnis zur Verfolgung der im Hause verübten Straftaten erteilt habe, und schloss die vier NSDAP-Abgeordneten Edmund Heines, Hans Krause, Fritz Weitzel und Wilhelm Stegmann für 30 Tage von den Sitzungen des Reichstages aus. Als diese sich weigerten, den Plenarsaal zu verlassen, brach Löbe die Sitzung ab. Wenige Minuten später ließ der anwesende Bernhard Weiß den Plenarsaal durch Polizeikräfte stürmen, wobei seitens der NSDAP-Fraktion „Isidor“-Rufe laut wurden. Zwei NSDAP-Abgeordnete wurden festgenommen, die übrigen Tatverdächtigen stellten sich schließlich nach einer entsprechenden Zusage des NSDAP-Fraktionsvorsitzenden Wilhelm Frick.

## Entlassung und Emigration
Nach der Absetzung der Regierung Preußens („Preußenschlag“) durch den Reichskanzler Franz von Papen 1932 verlor auch Weiß sein Amt. Nach kurzer Haft wurde er gemeinsam mit Grzesinski und dem Kommandeur der preußischen Schutzpolizei Magnus Heimannsberg freigelassen. Eine der Bedingungen hierfür war, dass er schriftlich seinen Verzicht auf jede weitere dienstliche Tätigkeit erklären musste. Weiß bestätigte: „Nach meiner gewaltsamen Entfernung aus dem Amte erkläre ich mich bereit, mich jeder weiteren dienstlichen Maßnahme zu enthalten.“ Stattdessen wurde er im Dezember 1932 als Rechtsanwalt zugelassen.

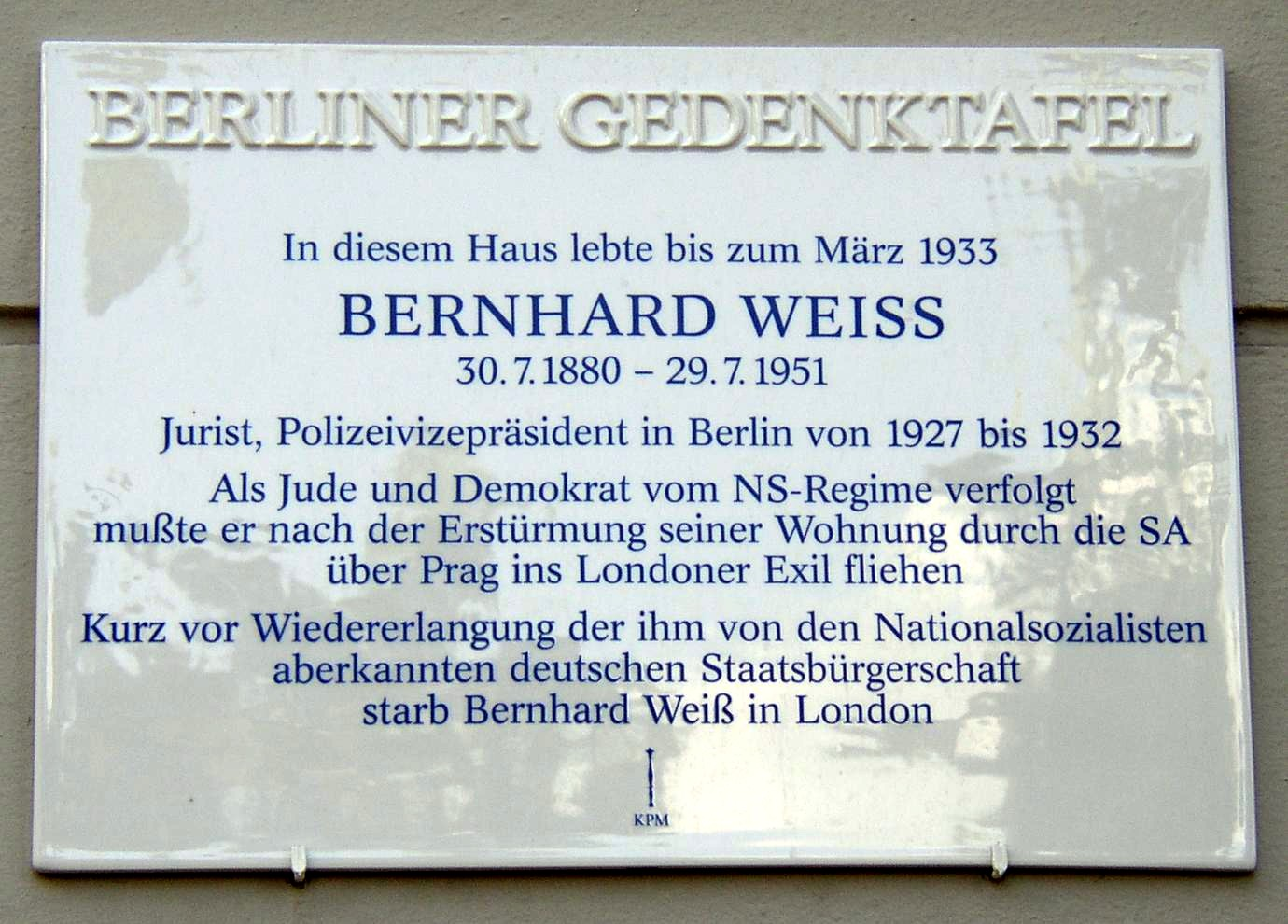
Berliner Gedenktafel in Berlin-Charlottenburg

Nach der Machtergreifung der NSDAP am 30. Januar 1933 lebte er bis zum März 1933 zunächst weiter in Berlin. Dann wurde Haftbefehl gegen ihn erlassen und ein Kopfgeld auf ihn ausgesetzt. Als seine Wohnung gestürmt und geplündert wurde, entkam Weiß gerade noch durch den Hinterausgang und verbarg sich fortan an wechselnden Orten. Schließlich floh er mit Hilfe auch von Kollegen zunächst nach Prag. Im Jahr 1933 stand sein Name zusammen mit dem von 32 anderen, darunter Albert Grzesinski, Alfred Kerr, Kurt Tucholsky, Heinrich Mann, Wilhelm Pieck, Ernst Toller, Kurt Grossmann und Otto Wels, auf der am 25. August veröffentlichten ersten Ausbürgerungsliste des Deutschen Reichs von 1933.
Anfang 1934 gelangte er mit seiner Frau mit tschechoslowakischen Pässen nach London, wo er ein kleines grafisches Unternehmen aufbaute. Nach Beginn des Zweiten Weltkriegs wurde er 1939 als Ausländer aus einem Feindstaat (Enemy Alien) für mehrere Wochen interniert. 1949 besuchte Weiß erstmals nach seiner Emigration wieder Berlin. Er äußerte, sein sehnlichster Lebenswunsch sei es, nach Berlin zurückzukehren. Ernst Reuter bot ihm ein Amt mit Beratungsfunktion im Polizeidienst an. Dazu kam es aus gesundheitlichen Gründen nicht mehr: 1951, kurz vor der Wiedererlangung seiner deutschen Staatsbürgerschaft, starb Weiß in London an Krebs.

## Ehrungen

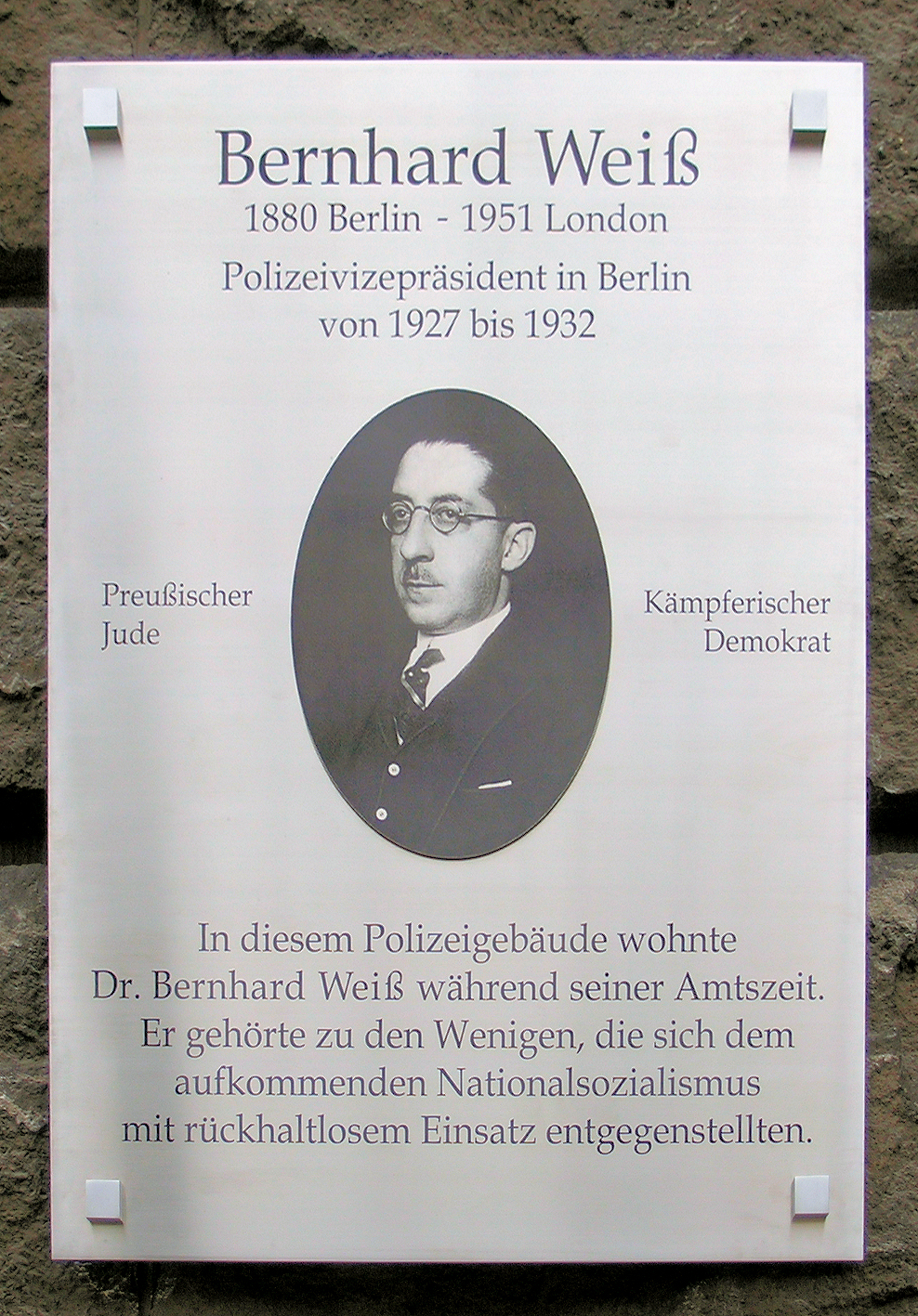
Gedenktafel am Haus Kaiserdamm 1, in Berlin-Charlottenburg

Am 31. Oktober 2011 benannte der Senat von Berlin einen Abschnitt der Otto-Braun-Straße in Berlin-Mitte, der durch Neubauten zu deren namenloser Parallelstraße geworden war, nach Bernhard Weiß.
Der Bund jüdischer Soldaten in der Bundeswehr (RjF) verleiht seit 2007 die Bernhard-Weiß-Medaille für Verständigung und Toleranz. Es sollten in erster Linie nicht militärische Führer geehrt werden, sondern die kleinen Helden, die „couragiert gegen Fremdenfeindlichkeit und Antisemitismus“ Stellung beziehen, hieß es in der Laudatio vom 18. November 2007.

## Publikationen
- Inwieweit ist der deutsche Reichstag Herr seiner Geschäftsordnung? 〈Die Rechte des deutschen Reichstages in Bezug auf Ergänzung, Auslegung und Abänderung der Geschäftsordnung〉, C. Heymann Verlag Berlin 1906.
- Der deutsche Reichstag und seine Geschäftsordnung, Heymann Verlag Berlin 1906.
- Über Glücksspiel, Spielklubs und öffentliche Spielbanken, Pulvermacher Verlag Berlin 1919.
- Reichswahlgesetz : Verordnung über die Wahlen zur verfassunggebenden deutschen Nationalversammlung ; nebst Wahlordnung, Heymann Verlag Berlin 1919
- Gesetz zum Schutze der Republik vom 21. Juli 1922 mit d. Ausführungsverordnungen d. Reichs u. d. Länder, Einl. u. Erl. unter Berücks. d. Rechtsprechung d. Staatsgerichtshofes,  gemeinsam mit Fritz Goehrke, C. Heymann Verlag Berlin 1923.
- Polizei und Politik, Gersbach Verlag Berlin 1928
- Strafprozeßordnung nebst Einführungsgesetz und Gerichtsverfassungsgesetz : Insbesondere f. d. Beamten u. Behörden d. Polizei- u. Sicherheitsdienstes, gemeinsam mit Helmut Lehmann und Alfred Unger, Schweitzer Verlag München 1928
- Die Berliner Straßenordnung : Polizeiverordnung über die Regelung des Verkehrs und die Aufrechterhaltung der Ordnung in den Straßen Berlins, gemeinsam mit Rudolf Hey, C.A.Weller Verlag Berlin 1929
- Die Polizeiverordnungen des Deutschen Reiches und der deutschen Länder : C, Stadtgemeinde Groß-Berlin; Bd. 2: Preußen, 6: Die Polizeiverordnungen für Berlin, Bd. 2, Weller Verlag Berlin 1931
- Die Polizeiverordnungen für Berlin, Weller Verlag Berlin 1931

## Filme
- Der Mann, der Goebbels jagte. Dokumentation, Deutschland, 2003, 45 Min., Buch und Regie: Reiner Brückner und Mathias Haentjes, Redaktion: Lorenz Beckhardt, Produktion: WDR, Teihe: Doku am Freitag, Erstausstrahlung: 26. September 2003 im WDR Fernsehen, Inhaltsangabe des WDR, (Memento vom 30. Mai 2004 im Internet Archive).
- Im mehrteiligen Historiendrama Babylon Berlin wurde in Anlehnung an Weiß die Figur des republiktreuen Regierungsrats und Leiters der politischen Abteilung im Polizeipräsidium, August Benda, entworfen.[15]

## Rundfunk
- Horst Meier: Preuße, Jude, Patriot und Demokrat. Bernhard Weiß, Vizepräsident der Berliner Polizei und die Verteidigung der Weimarer Republik. Hörfunkbeitrag im Deutschlandfunk in der Reihe „Feature“ am 28. Juni 2005, 45 Min., Manuskript.
- David Dambitsch: „Eine vorbildliche liberale Persönlichkeit“: Berlins Polizeipräsident Bernhard Weiß gegen Joseph Goebbels. Hörfunkbeitrag im RIAS-Berlin im Rahmen der Sendereihe „Kulturzeit“ am 8. Oktober 1991.
- Wiebke Matyschok: Bernhard Weiß – Der Mann, der Goebbels jagte. Hörfunkbeitrag in Bayern 2 in der Reihe „radioZeitreisen“ am 10. April 2011.